# جام فدراسیون لبنان
جام فدراسیون لبنان (عربی: كأس الإتحاد اللبناني) یک جام سالانه فوتبال در لبنان بود. این رقابت‌ها پنج بار میزبانی شد و نقش جام لیگ داخلی را داشت.